# The Smell of Rain
The Smell of Rain es el sexto álbum de Mortiis, publicado por Earache Records en 2001.
Este es el único trabajo de Mortiis perteneciente a su época llamada "Era II", y presenta una orientación musical más accesible, cercana al electropop, a diferencia de sus discos anteriores, más experimentales y orquestados.
Por otra parte, los títulos en idioma noruego han sido dejados de lado completamente, siendo todos en inglés.
El álbum consta de 9 temas, y fue originalmente lanzado por Earache en CD y en edición limitada en LP.

## Lista de canciones
1. Scar Trek / Parasite God
2. Flux / Mental Maelstrom
3. Spirit in a Vacuum
4. Monolith
5. You Put a Hex on Me
6. Everyone Leaves
7. Marshland
8. Antimental
9. Smell the Witch